# فیلیپ سیمور هافمن
فیلیپ سیمور هافمن (انگلیسی: Philip Seymour Hoffman؛ ۲۳ ژوئیهٔ ۱۹۶۷ – ۲ فوریهٔ ۲۰۱۴) بازیگر آمریکایی بود. او که بابت نقش‌های مکمل و کاراکتر متمایزی که معمولاً از افراد پست، غیرمعمول، قلدر و ناسازگار ایفا کرده بود شهرت داشت، از اوایل دههٔ ۱۹۹۰ تا زمان مرگش در بسیاری از فیلم‌ها و محصولات تئاتر نقش‌های گوناگونی از جمله نقش اول را ایفا کرد.
هافمن در ۱۲ سالگی پس از حضور در نمایش همه پسران من از آرتور میلر به تئاتر روی آورد. او در دانشگاه نیویورک بازیگری را مطالعه و فعالیتش را با حضور در قسمتی از مجموعهٔ قانون و نظم (۱۹۹۱) آغاز کرد و در سال ۱۹۹۲ در سینما ظاهر شد. او برای نقش‌های مکملش در فیلم‌های بوی خوش یک زن (۱۹۹۲)، گردباد (۱۹۹۶)، شب‌های عیاشی (۱۹۹۷)، پچ آدامز (۱۹۹۸)، لبوفسکی بزرگ (۱۹۹۸)، مگنولیا (۱۹۹۹)، آقای ریپلی بااستعداد (۱۹۹۹)، تقریباً مشهور (۲۰۰۰) و و سپس پالی آمد (۲۰۰۴) در میان عموم شناخته شد. هافمن گهگاه در نقش اول فیلم‌ها حضور داشت و برای به تصویر کشیدن ترومن کاپوتی در کاپوتی (۲۰۰۵) برندهٔ جایزهٔ اسکار بهترین بازیگر مرد شد. مسیر شغلی او به پیشرفت خود ادامه داد و بابت بازی در نقش افسر بی‌رحم سی‌آی‌ای در جنگ چارلی ویلسون (۲۰۰۷)، کشیش متهم به پدوفیلیا در تردید (۲۰۰۸) و رهبر تأثیرگذار یک جنبش ساینتولوژی در استاد (۲۰۱۲) سه بار نامزد دریافت جایزهٔ اسکار بهترین بازیگر نقش مکمل مرد شد.
اگرچه هافمن عمدتاً در فیلم‌های مستقل از قبیل خانواده سوج (۲۰۰۷) و نیویورک، جز به کل (۲۰۰۸) کار می‌کرد، اما در بلاکباسترهایی مانند گردباد (۱۹۹۶)، مأموریت: غیرممکن ۳ (۲۰۰۶) و یکی از آخرین نقش‌هایش که در مجموعهٔ بازی‌های گرسنگی (۲۰۱۳–۲۰۱۵) بود نیز حضور یافت. فیلم بلند جک به قایق‌رانی می‌رود (۲۰۱۰) اولین تجربهٔ او در مقام فیلم‌ساز بود. هافمن همچنین بازیگر و کارگردان برجستهٔ تئاتر بود. او در سال ۱۹۹۵ به کمپانی تئاتر آف برادوی لابرنت پیوست، که در آن‌جا او کارگردانی، تهیه‌کنندگی و حضور در نمایش‌های متعددی را بر عهده داشت. نقش‌آفرینی او در سه نمایش برادوی — غرب واقعی در سال ۲۰۰۰، سفر دراز روز در شب در سال ۲۰۰۳، و مرگ فروشنده در سال ۲۰۱۲ — همگی منجر به نامزدی او برای دریافت جایزهٔ تونی شد.
هافمن در دوران جوانی با اعتیاد به مواد مخدر دست و پنجه نرم می‌کرد و در سال ۲۰۱۲ پس از سال‌ها پرهیز دوباره به اعتیاد کشانده شد. او در فوریهٔ ۲۰۱۴ بر اثر مسمومیت حاد ناشی از مواد مخدر درگذشت. هافمن که به خاطر بی‌باکی در ایفای نقش شخصیت‌های نکوهیده و بابت آوردن شور و انسانیت به چنین نقش‌هایی در یادها مانده است، در آگهی ترحیم نیویورک تایمز به‌عنوان «شاید جاه‌طلب‌ترین و در بسیاری موارد تحسین‌شده‌ترین بازیگر آمریکایی در نسل خود» توصیف شد.

## درگذشت
جسد وی در ۲ فوریه ۲۰۱۴ در آپارتمان وی پیدا شد. طبق گزارش نیویورک پست جسد هافمن در حالی که سوزن تزریق مواد در دستانش قرار داشت در حمام آپارتمانش در نیویورک یافت شد.
بعد از حدود یک ماه از مرگ وی آزمایش‌های کالبد شکافی وی منتشر شدند که زیاده‌روی در مصرف کوکائین، هروئین و بنزودیازپین‌ها را عامل مرگ وی معرفی کردند. وی در زمان مرگ تنها ۴۶ سال داشت و مشغول بازی به عنوان یکی از نقش‌های اصلی در فیلم بازی‌های گرسنگی: زاغ مقلد - بخش ۲ بود.
فیلیپ سیمور هافمن که در سال ۲۰۱۳ با ایفای نقش در فیلم استاد به کارگردانی پل توماس اندرسن نامزد جایزهٔ اسکار شده بود، سابقهٔ مصرف مواد را داشت ولی تا قبل از مرگش، به مدت ۲۳ سال دست به مواد مخدر نزده بود.

## فیلم‌شناسی

### فیلم
| سال  | عنوان                            | نقش                     | یادداشت  |
| ---- | -------------------------------- | ----------------------- | -------- |
| ۱۹۹۱ | بوگی سه‌گانه در سوراخ همتراز پنج  | کلاچ                    |          |
| ۱۹۹۲ | شولر                             | مارتین                  |          |
| ۱۹۹۲ | تفنگ جدید من                     | کریس                    |          |
| ۱۹۹۲ | جهش ایمان                        | مت                      |          |
| ۱۹۹۲ | بوی خوش زن                       | جورج ویلیس جونیور       |          |
| ۱۹۹۳ | جویی برِ کر                       | ویلی مک‌کال              |          |
| ۱۹۹۳ | بازگشت دوست‌پسرم                  | چاک برانکسی             |          |
| ۱۹۹۳ | پول برای هیچ                     | کوکران                  |          |
| ۱۹۹۴ | گریز                             | فرانک هنسن              |          |
| ۱۹۹۴ | وقتی که مردی زنی را دوست دارد    | گری                     |          |
| ۱۹۹۴ | هیچ‌کس احمق نیست                  | افسرِ پلیس، ریمر         |          |
| ۱۹۹۵ | هملت پانزده دقیقه‌ای              | برناردو، هوراشیو و لَرتس |          |
| ۱۹۹۶ | برد دشوار                        | بازیکن جوان             |          |
| ۱۹۹۶ | گردباد                           | داستی دیویس             |          |
| ۱۹۹۷ | شب‌های عیاشی                      | اسکاتی جِی               |          |
| ۱۹۹۷ | فرهنگ                            | بیل                     |          |
| ۱۹۹۸ | مونتانا                          | دانکن                   |          |
| ۱۹۹۸ | لبوفسکی بزرگ                     | برندیت                  |          |
| ۱۹۹۸ | ایستگاه بعدی سرزمین عجایب        | شان                     |          |
| ۱۹۹۸ | شادی                             | آلن                     |          |
| ۱۹۹۸ | پچ آدامز                         | میچ رومن                |          |
| ۱۹۹۹ | بی‌عیب                            | راستی زیمرمن            |          |
| ۱۹۹۹ | آقای ریپلی بااستعداد             | فردی مایلز              |          |
| ۱۹۹۹ | مگنولیا                          | فیل پارما               |          |
| ۲۰۰۰ | ایالتی و اصلی                    | جوزف ترنر وایت          |          |
| ۲۰۰۰ | تقریباً مشهور                     | لستر بنگز               |          |
| ۲۰۰۲ | عاشق لیزا                        | ولیسن جوئل              |          |
| ۲۰۰۲ | عشق پریشان                       | دین ترامبل              |          |
| ۲۰۰۲ | اژدهای سرخ                       | فردی لاوندز             |          |
| ۲۰۰۲ | ساعت بیست و پنجم                 | جیکب الینسکی            |          |
| ۲۰۰۳ | مالک ماهونی                      | دن ماهونی               |          |
| ۲۰۰۳ | مهمانی تمام شد                   |                         |          |
| ۲۰۰۳ | کوهستان سرد                      | کشیش ویزی               |          |
| ۲۰۰۴ | و سپس پالی آمد                   | سندی لایل               |          |
| ۲۰۰۵ | غریبه‌ها با آبنبات                | هنری                    |          |
| ۲۰۰۵ | کاپوتی                           | ترومن کاپوتی            |          |
| ۲۰۰۶ | مأموریت: غیرممکن ۳               | اوون دیوین              |          |
| ۲۰۰۷ | خانواده سوج                      | جان سوج                 |          |
| ۲۰۰۷ | پیش از آنکه شیطان بفهمد مرده‌ای   | اندی هنسن               |          |
| ۲۰۰۷ | جنگ چارلی ویلسون                 | گاست آوراکوتوس          |          |
| ۲۰۰۸ | نیویورک، جز به کل                | کیدن کوتارد             |          |
| ۲۰۰۸ | تردید                            | پدر برندان فلین         |          |
| ۲۰۰۹ | مری و مکس                        |                         |          |
| ۲۰۰۹ | قایقی که راک پخش می‌کرد           | کاونت                   |          |
| ۲۰۰۹ | اختراع دروغ                      | جیم صاحب بار            |          |
| ۲۰۱۰ | جک به قایق‌رانی می‌رود             | جک                      | کارگردان |
| ۲۰۱۱ | نیمه ماه مارس                    | پل زارا                 |          |
| ۲۰۱۱ | مانیبال                          | آرت هو                  |          |
| ۲۰۱۲ | استاد                            | لنکستر داد              |          |
| ۲۰۱۲ | یک کوارتت دیرهنگام               | رابرت گلبارت            |          |
| ۲۰۱۳ | بازی‌های گرسنگی: اشتعال           | پلوتارک هونزبی          |          |
| ۲۰۱۴ | جیب خدا                          |                         |          |
| ۲۰۱۴ | تحت‌تعقیب‌ترین مرد                 |                         |          |
| ۲۰۱۴ | بازی‌های گرسنگی: زاغ مقلد - بخش ۱ |                         |          |
| ۲۰۱۵ | بازی‌های گرسنگی: زاغ مقلد - بخش ۲ |                         |          |

## جوایز و افتخارات

### جوایز اسکار
| سال  | اثر نامزدشده     | دسته                       | نتیجه    | منبع  |
| ---- | ---------------- | -------------------------- | -------- | ----- |
| ۲۰۰۶ | کاپوتی           | بهترین بازیگر مرد          | برنده    | [ ۴ ] |
| ۲۰۰۸ | جنگ چارلی ویلسون | بهترین بازیگر نقش مکمل مرد | نامزدشده | [ ۵ ] |
| ۲۰۰۹ | تردید            | بهترین بازیگر نقش مکمل مرد | نامزدشده | [ ۶ ] |
| ۲۰۱۳ | استاد            | بهترین بازیگر نقش مکمل مرد | نامزدشده | [ ۷ ] |

### جوایز گلدن گلوب
| سال  | اثر نامزدشده                                  | دسته                 | نتیجه    | منبع   |
| ---- | --------------------------------------------- | -------------------- | -------- | ------ |
| ۲۰۰۶ | Best Actor – Motion Picture Drama             | Capote               | برنده    | [ ۸ ]  |
| ۲۰۰۸ | Best Actor – Motion Picture Musical or Comedy | The Savages          | نامزدشده | [ ۹ ]  |
| ۲۰۰۸ | Best Supporting Actor – Motion Picture        | Charlie Wilson's War | نامزدشده | [ ۹ ]  |
| ۲۰۰۹ | Best Supporting Actor – Motion Picture        | Doubt                | نامزدشده | [ ۱۰ ] |
| ۲۰۱۳ | Best Supporting Actor – Motion Picture        | The Master           | نامزدشده | [ ۱۱ ] |

### جوایز فیلم بفتا
| سال  | اثر نامزدشده                    | دسته                 | نتیجه    | منبع   |
| ---- | ------------------------------- | -------------------- | -------- | ------ |
| ۲۰۰۶ | Best Actor in a Leading Role    | Capote               | برنده    | [ ۱۲ ] |
| ۲۰۰۸ | Best Actor in a Supporting Role | Charlie Wilson's War | نامزدشده | [ ۱۳ ] |
| ۲۰۰۹ | Best Actor in a Supporting Role | Doubt                | نامزدشده | [ ۱۴ ] |
| ۲۰۱۲ | Best Actor in a Supporting Role | The Ides of March    | نامزدشده | [ ۱۵ ] |
| ۲۰۱۳ | Best Actor in a Supporting Role | The Master           | نامزدشده | [ ۱۶ ] |